# PIF Tower
La PIF Tower est un gratte-ciel situé à Riyad, en Arabie saoudite, dont la construction a débuté en 2010 et s'est achevée en 2014. L'édifice est, du haut de ses 385 mètres, le plus grand d'un vaste nouveau quartier, le quartier financier du roi Abdallah.